# آلان سيرجيل
آلان سيرجيل (بالفرنسية: Alain Sergile)‏ (مواليد 15 فبراير 1972) هو سبّاح هايتي، مثّل بلاده في الألعاب الأولمبية الصيفية 1996.

## روابط خارجية
آلان سيرجيل على موقع الاتحاد الدولي للسباحة (الإنجليزية)
- آلان سيرجيل على موقع SwimRankings.net (الإنجليزية)
- آلان سيرجيل على موقع اللجنة الأولمبية الدولية (الإنجليزية)
- آلان سيرجيل على موقع أوليمبيديا (الإنجليزية)